# Аканов, Айкан Аканович
Айкан Аканович Аканов (1951—2016) — советский и казахстанский врач и учёный, доктор медицинских наук, ректор Казахского национального медицинского университета имени С. Д. Асфендиярова (2008—2015), заслуженный деятель Казахстана (2001).

## Биография
Родился 28 мая 1951 года в Семипалатинской области.

#### Образование
В 1972 году окончил Алма-Атинский государственный медицинский институт.
В 1984 году окончил Алма-Атинский педагогический институт иностранных языков, специальность — преподаватель английского языка.
Доктор медицинских наук, профессор медицины, академик Академии валеологии Республики Казахстан.

### Трудовая деятельность
С 1970 по 1972 годы — медбрат интенсивной терапии городской больницы города Алма-Аты.
С 1978 по 1993 годы — работа в НИИ кардиологии Министерства здравоохранения Республики Казахстан, где прошёл путь от младшего научного сотрудника до заведующего отделом профилактической кардиологии. 
В 1997 году — занимает пост вице-министра здравоохранения Республики Казахстан. Затем был назначен первым заместителем Председателя Комитета здравоохранения Министерства образования, культуры и здравоохранения Казахстана (1997—1999).
С 1997 по 2000 годы — генеральный директор Национального центра проблем формирования здорового образа жизни, после чего стал заведующим сектором здравоохранения Канцелярии Премьер-министра РК.
С 2004 года — повторно назначен вице-министром здравоохранения РК.
С 2007 года — директор Института общественного здравоохранения.
С 2008 года — исполняющий обязанности, а затем ректор Казахского национального медицинского университета имени С. Д. Асфендиярова (КазНМУ).
Умер 30 мая 2016 года. Похоронен на Кенсайском кладбище Алматы.

### Память
Его именем назван главный корпус КазНМУ.

## Награды
- 2001 — Заслуженный деятель Казахстана
- 2008 — Медаль «10 лет Астане»
- 2011 — Медаль «20 лет независимости Республики Казахстан»
- 2012 — Орден Парасат[2]
- Нагрудный знак «Деятель культуры»